# Biantomma nigrospinosum
Genre
Espèce
Biantomma nigrospinosum, unique représentant du genre Biantomma, est une espèce d'opilions laniatores de la famille des Biantidae.

## Distribution
Cette espèce est endémique de Bioko en Guinée équatoriale.

## Description
Le syntype mesure 2,5 mm.

## Publication originale
- Roewer, 1942 : « Opiliones, Pedipalpi und Araneae von Fernando Poo. 21. Beitrag zu den wissenschaftlichen Ergebnissen der Westafrika Expedition Eidmann 1939/40. » Veröffentlichungen aus dem Deutschen Kolonial- und Übersee-Museum in Bremen, vol. 3, p. 244–258.